# Момпоу, Федерико
Федери́ко Момпо́у (исп.  Federico Mompou, кат. Frederic Mompou i Dancausse, 16 апреля 1893, Барселона — 30 июня 1987, там же) — испанский (каталонский) композитор и пианист.

## Биография
Учился в Барселонской консерватории, с 1911 года — в Париже, куда отправился с рекомендательным письмом Э. Гранадоса; здесь его учителями были, прежде всего, Изидор Филипп и его ассистент Мотт-Лакруа. Из-за крайней застенчивости был вынужден отказаться от карьеры пианиста, целиком переключился на сочинение. В 1914 году, спасаясь от начавшейся войны, вернулся на родину, но в 1921 году снова уехал в Париж, где жил до 1941 года.
Дружил с Вилла-Лобосом, Полем Валери, Артуром Рубинштейном, Дариюсом Мийо, Франсисом Пуленком.
В политическом отношении консерватор, сторонник каталонского регионализма. Поддерживал испанских фалангистов.
Похоронен на Монжуикском кладбище (кат. Cementiri de Montjuïc) в Барселоне.

## Творчество
Писал почти исключительно для фортепиано или фортепиано и голоса, разрабатывал мотивы испанского и каталонского фольклора.
Ещё со времён обучения в парижской консерватории испытал  сильнейшее влияние творчества Клода Дебюсси и Эрика Сати.

## Произведения
- 1911—1914, Impresiones Intimas
- 1914—1917, Pessebres
- 1915, L’Hora grisa, для голоса и фортепиано
- 1915, Muntanya
- 1915—1918, Scènes d’enfants // Детские сцены (сюита для фортепиано)
- 1916—1917, Suburbis
- 1917—1919, Cants màgics
- 1918—1924 Canción y Danza II
- 1920, Fêtes lointaines
- 1920—1921, Charmes
- 1921, Canción y Danza I
- 1921, Trois Variations
- 1923, Dialogue I—II
- 1925, Cuatro melodias, для голоса и фортепиано, на собственные стихи
- 1926, Canción y Danza III
- 1926, Cançoneta incerta, для голоса и фортепиано, на стихи Джозепа Карне
- 1926, Comptines I—III, для голоса и фортепиано
- 1927—1928, Préludes 1 à 4
- 1928, Canción y Danza IV
- 1928, Le nuage, для голоса и фортепиано
- 1929, Altitud, для скрипки и фортепиано
- 1930—1944, Préludes 5 à 10
- 1937, Souvenirs de l’exposition
- 1938—1957, Variaciones sobre un tema de Chopin
- 1942, El Pont (неизд.)
- 1942—1947, Paisajes
- 1942—1948, Combat del somni, вокальный цикл (для голоса и фортепиано)
- 1943, Comptines IV—VI, для голоса и фортепиано
- 1945, Dos melodias, для голоса и фортепиано, на стихи Хуана Рамона Хименеса
- 1948—1962, Chanson et Danse n° 14
- 1949, Canço de la fina, для голоса и фортепиано, на стихи Томаса Гарсеса
- 1951, Aureana do Sil, для голоса и фортепиано
- 1951, Canción de cuna
- 1951, Cantar del alma, для голоса и фортепиано, на стихи Сан-Хуана де ла Круса
- 1951, Cantar del alma, для органа и 4 женских и мужских голосов
- 1952, Prélude n° 11 (неизд.)
- 1953, Dos cantigas de Alfonso X et Sabio, для хора
- 1955, Perlimplinada, балет, по пьесе Ф. Г.Лорки (неизд.)
- 1958, Ave Maria, для хора
- 1959, Musica callada
- 1960, Chanson et Danse n° 13, для гитары
- 1961, Sant Marti, для голоса и фортепиано
- 1961, Sant Marti, для голоса и оркестра
- 1962, Canto de Ultreia, для хора
- 1962, Musica callada, II
- 1963, Impropères, для хора и оркестра
- 1964, Primeros pasos, для голоса и фортепиано, на стихи Клары Ханес
- 1965, Combat del Somni, для голоса и оркестра
- 1965, Musica callada, III
- 1966, Vida interior
- 1967, Musica callada, IV
- 1970, Becquerianas, для голоса и фортепиано, на стихи Густаво Адольфо Беккера
- 1970, L’ocell daurat, кантата для детского хора (неизд.)
- 1972, Cinq mélodies sur des textes de Paul Valéry, для голоса и фортепиано
- 1972, Pastoral, Chanson et Danse n° 15, для органа
- 1972, Suite compostelana, для гитары
- 1973, Propis del temps d’Advent, для хора и органа (неизд.)
- 1976, Bali rodo, для хора
- 1976, El pont, для виолончели и фортепиано, посвящается Пабло Казальсу
- 1978, La vaca cega, для хора и органа (неизд.)
- 1983, Mira, Quina, Resplendor, для голоса и фортепиано (неизд).
- sd., El nino mudo, для голоса и фортепиано, на стихи Ф.Гарсиа Лорки (неизд.)
- sd., Prélude n° 12 (неизд.)

## Признание и наследие
Удостоен Золотой медали правительства Каталонии (1980), кавалер Ордена искусств и литературы, почётный доктор Барселонского университета. Произведения Момпоу исполняли Монтсеррат Кабалье, Виктория де лос Анхелес, Алисия де Ларроча, Хосе Каррерас, Херберт Хенк и др.